# Восходящее солнце (коктейль)

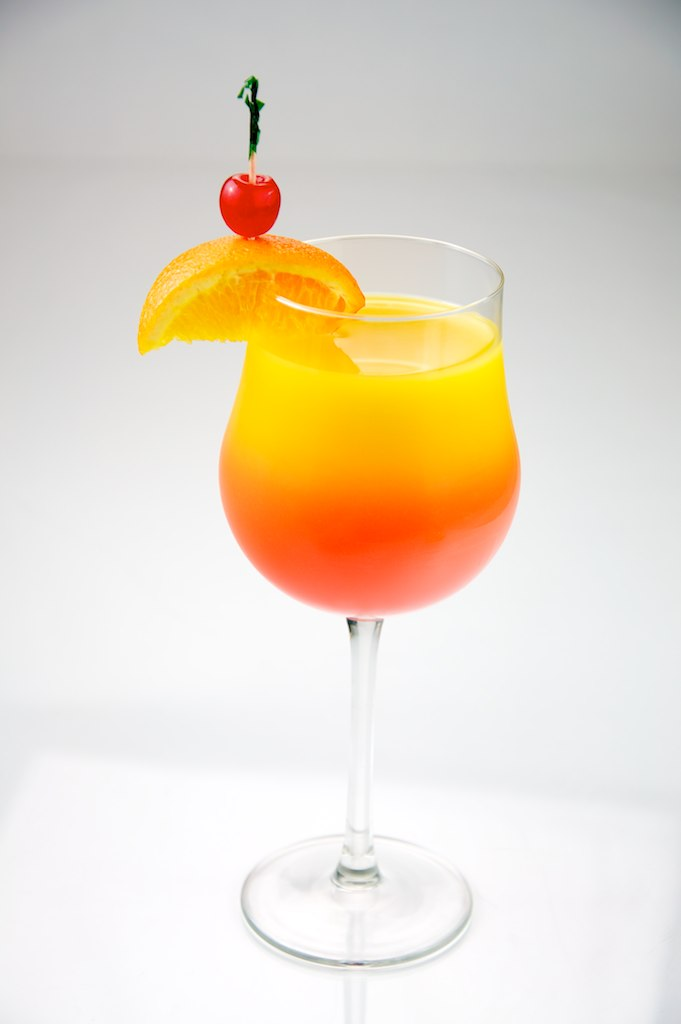
Текила санрайз

«Восходя́щее со́лнце» (англ. Tequila Sunrise, «Текила-санрайз») — алкогольный коктейль на основе текилы, гренадина и апельсинового сока. Классифицируется как лонг дринк или хайбол. Входит в число официальных коктейлей Международной ассоциации барменов (IBA), категория «Современная классика» (англ. Contemporary classics).

## История
Коктейль «Восходящее солнце» был изобретён в 30-40-е годы барменом Джином Сулитом в гостинице Аризона-Билтмор. Первоначально рецепт включал текилу, чёрносмородиновый ликёр Creme de Cassis, сок лайма и содовую воду.
Своё название (англ. sunrise — «восход») коктейль получил за внешний вид. Плотные компоненты (чёрносмородиновый ликёр или гранатовый сироп), оседая на дно стакана сквозь смесь сока и текилы, создают градацию цветов, напоминающую рассвет.
Популярность коктейлей «Текила-санрайз» и «Маргарита» в 70-х и 80-х привела к увеличению потребления текилы в несколько раз.

## Рецепт и ингредиенты
Состав по рецепту IBA:
- 45 мл текилы
- 15 мл гренадина
- 90 мл апельсинового сока

### Приготовление
Влить текилу и апельсиновый сок в стакан «хайбол» поверх льда. Добавить гренадин, который опускается вниз. Не размешивать. Добавить украшения (долька апельсина или апельсин и коктейльная вишня) и подать на стол.
Существует вариация классического рецепта, называемая «Заходящее солнце» или «Текила сансет» (англ. sunset — «закат»), в которой, для придания коктейлю тёмного цвета, используется черничный бренди.

## В популярной культуре
- Существует версия, что коктейль стал известным благодаря группе «Роллинг стоунз», музыканты которой предпочитали «Текила санрайз» всем остальным напиткам во время своего американского турне в 1972 году[8].
- Песня с одноимённым названием стала одним из первых хитов (Биллборд № 61 в 1973 году) группы Eagles, была выпущена в альбоме Desperado, а также в виде сингла.
- В 1988 году вышел фильм «Tequila Sunrise», с Мелом Гибсоном и Мишель Пфайффер в главных ролях.
- У группы Cypress Hill в альбоме Cypress Hill IV под номером 10 находится песня «Tequila Sunrise».
- Протагонист игры Disco Elysium имеет псевдоним Текила Сансет.